# Pleistacantha sanctijohannis
Pleistacantha sanctijohannis is een krabbensoort uit de familie van de Inachidae. De wetenschappelijke naam van de soort is voor het eerst geldig gepubliceerd in 1879 door Miers.